# ITunes Festival: London 2012 (EP de One Direction)
iTunes Festival: London 2012 é um extended play (EP) lançado pela boyband britânica-irlandesa One Direction. Foi gravado durante a apresentação feita no iTunes Festival em 20 de setembro de 2012 na casa de shows The Roundhouse, Londres. O projeto contém seis faixas, das quais todas foram retiradas do álbum de estreia Up All Night (2011).

## Composição
O extended play (EP) inicia-se com "What Makes You Beautiful", uma canção de andamento lento dos gêneros teen pop, pop rock, power pop com influências de electropop e seu refrão é liderado pela guitarra. One Thing é uma canção pop rock de andamento acelerado. "Moments" é uma balada de indie pop. Sua letra é sobre um rapaz que se suicida depois da morte de sua namorada, acreditando que não poderia viver sem ela. "More Than This", uma balada pop de andamento lento, que conta com o som de sintetizadores. Jason Lipshutz, da Billboard, a chamou de "a "All I Have to Give" do One Direction". A quinta faixa do disco é sua faixa-título "Up All Night", uma canção electropop e dance-pop de andamento acelerado. A canção é dedicada às festas, e o nome de Katy Perry é citado no refrão.

## Lista de faixas
| iTunes Festival |                            |                                                                     |         |  |
| N.º             | Título                     | Compositor(es)                                                      | Duração |  |
| 1.              | "What Makes You Beautiful" | Rami Yacoub, Carl Falk, Savan Kotecha                               | 3:43    |  |
| 2.              | "One Thing"                | Rami Yacoub, Carl Falk, Savan Kotecha                               | 3:28    |  |
| 3.              | "Moments"                  |                                                                     | 4:39    |  |
| 4.              | "More Than This"           | Jamie Scott                                                         | 4:04    |  |
| 5.              | "Up All Night"             | Savan Kotecha, Matt Squire                                          | 3:44    |  |
| 6.              | "Na Na Na"                 | Iain James, Savan Kotecha, James Murray, Matt Squire, Mustapha Omer | 3:39    |  |

## Histórico de lançamento
| País           | Data                   | Formato          | Selo       |
| -------------- | ---------------------- | ---------------- | ---------- |
| Países Baixos  | 20 de setembro de 2012 | Download digital | Sony Music |
| Estados Unidos | 20 de setembro de 2012 | Download digital | Sony Music |
| Reino Unido    | 20 de setembro de 2012 | Download digital | Sony Music |